# Hardcore melódico
Hardcore melódico é um gênero musical do hardcore punk que surgiu no início da década de 1980. Utiliza elementos característicos do hardcore tradicional, como tempo acelerado, guitarras distorcidas e músicas de curta duração, porém, como o nome sugere, seus arranjos são mais melódicos, elaborados e claramente distinguíveis do gênero original. Algumas bandas tem tendências em apresentar solos de guitarra com curta duração em meio a instrumentação e agressividade típica do hardcore.
O hardcore melódico, pouco tempo após o seu surgimento, atraiu a atenção da mídia e se tornou relativamente popular na cultura jovem, apesar de alguns rótulos para derivações do hardcore se fazerem mais confusos com o passar do tempo. Ao contrário do hardcore tradicional, os temas abordados em suas músicas não são necessariamente políticos e contestadores (apesar de muitas bandas ainda manterem esse foco). A maioria das bandas do estilo trata de assuntos variados como casos de amor, problemas do dia a dia e até mesmo esportes, com destaque para o skate (ver: skate punk).
Entre as bandas de hardcore melódico no meio internacional, se destacam Bad Religion, Rise Against, NOFX, Pennywise, Millencolin, Face to Face, Lagwagon e No Fun at All.
No Brasil, algumas bandas seguem o estilo desde o final da década de 90, muitas delas são influenciadas pelo punk rock californiano. Algumas bandas brasileiras que se destacam no gênero incluem Garage Fuzz, Dead Fish, Aditive, Sugar Kane, Hateen e CPM 22. 